# Ömböly
Ömböly is een plaats (község) en gemeente in het Hongaarse comitaat Szabolcs-Szatmár-Bereg. Ömböly telt 466 inwoners (2001).